# Lista de episódios de Os Cupins
Os Cupins é um seriado de televisão infantil brasileiro. Foi baseado no curta-metragem musical O Sumiço dos Dós, produzido em 2006 por Roberto Machado Junior, onde atores contracenam com bonecos que representam cupins. O seriado, apenas com bonecos, recebeu em 2008 investimentos do Programa de Apoio ao Desenvolvimento do Cinema Brasileiro, divisão do FSA/Ancine, tendo sua primeira temporada, com treze episódios, produzida pela Aiupa Produções em 2011 e exibida pela TV Cultura em 2012. A segunda temporada, de 2017, também com treze episódios, foi exibida em 2017, totalizando 26 episódios.

## Temporadas
| Temporada | Temporada | Episódios | Período de exibição original | Período de exibição original |
| Temporada | Temporada | Episódios | Primeiro episódio            | Último episódio              |
| --------- | --------- | --------- | ---------------------------- | ---------------------------- |
|           | 1.ª       | 13        | 18 de junho de 2012          | 4 de julho de 2012           |
|           | 2.ª       | 13        | 1 de julho de 2017           | 23 de setembro de 2017       |

## Episódios

### 1.ª temporada (2012)
| # | Título              | Data de exibição original |
| --- | ------------------- | ------------------------- |
| 1 | "O ritmo"           | 18 de junho               |
| Joca está em seu estúdio falando sobre os ritmos musicais, desde os tempos em que o homem vivia em cavernas. Para explicar como os ritmos servem para comunicar, Joca canta um rap. Enquanto isso, dentro do piano, Cupim e Cupincha, se preparam para comer uma deliciosa macarronada feita com lascas de madeira. Quando o rap do Joca começa, a música forte faz sacudir a mesa e os cupins perdem toda a comida. Zangados, eles inventam um plano para acabar com a música: vão roer toda a madeira da estante onde estão os bustos cantores. E, roem tanto que a estante não resiste e cai. Assustado, Joca pede ajuda à sua amiga Clarinha. Ela manda um homem sem rosto, Queirós o exterminador veloz, para exterminar os insetos do piano. Queirós espalha fumaça por todo estúdio, mas os Cupins se protegem com máscaras. Joca tem menos sorte e quase desmaia intoxicado. No final, todos escapam e reata à Joca arrumar a bagunça que ficou no estúdio. |                     |                           |
| 2 | "O mosquito"        | 19 de junho               |
| Cupim, o mais ardiloso dos cupins, recebe uma encomenda do exterior; é um mosquito cantor italiano. Ele e seu parceiro, Cupincha, treinam o mosquitinho para atacar o Joca e não deixar que ele toque o piano. Depois eles o soltam dentro do estúdio. Joca é atacado insistentemente pelo inseto voador que não para de cantar desafinadamente um trecho da ópera O Barbeiro de Sevilha. O músico faz o que pode para se livrar do mosquito mas não consegue. Como sempre, desesperado, ele liga para sua amiga Clarinha pedindo ajuda. Desta vez, Clarinha manda um mestre do Kung Fu, especialista em captura com gestos rápidos. É Queirós, o Kung Fu veloz, que inicia um treinamento especial com Joca. E assim, Joca é capaz de capturar o mosquito, e agora é ele que canta, toca e faz barulho no ouvido do inseto. O mosquito pede para ser solto. Joca concorda mas com uma condição: ele terá que azucrinar os ouvidos dos cupins. O mosquito parte para o ataque e vai faz a maior zoada dentro do piano. |                     |                           |
| 3 | "O som"             | 20 de junho               |
| Joca está de olhos fechados ouvindo música com um fone de ouvido e uma venda nos olhos. Cupim e Cupincha bolam um novo plano: pegar todos os objetos do estúdio e colocá-los dentro do piano para bagunçar o som do instrumento. Clarinha liga avisando que vai aparecer para jantar. Joca decide arrumar o estúdio pra receber a visita da amiga. Quando tira a máscara Joca toma um susto, o estúdio está completamente vazio. Assim que Clarinha chega, Joca vai ao piano tocar para ela uma música que fez para a ocasião. Mas o instrumento está cheio de objetos e só faz barulho. Clarinha não gosta do que ouve. Joca tem uma nova idéia e explica que tudo é som e que até mesmo aqueles ruídos são uma forma de som, por isso se anima e começa a cantar uma música feita com ruídos. Os cupins, irritados, percebem que o plano deu errado e resolvem jogar todos os objetos para fora do piano. |                     |                           |
| 4 | "A música no mundo" | 21 de junho               |
| Clarinha e Joca conversam sobre a música que se faz em várias partes do mundo, mas a ligação cai e entra outra ligação, são os pais do Joca, Vida e Vidinha. Eles estão no México e precisam de dinheiro emprestado para viajar para a China, tudo por que Vidinha encontrou dentro da pirâmide de Teotihuacán uma máquina fotográfica de uma família chinesa e quer de qualquer modo devolvê-la aos donos. Mas, o Joca está sem grana. Então, para sua surpresa, os pais decidem vender o piano. Chega ao estúdio Queirós, o homem sem rosto, um comprador de pianos. Dentro do piano, os cupins estão eufóricos pois finalmente vão se livrar do Joca e sair daquele estúdio. Queirós informa que quer apenas a tábua harmônica que fica dentro do piano, toda a madeira restante será queimada. Ao ouvir isso Cupim e Cupincha se desesperam, afinal eles vão queimar junto com a madeira. Queirós e Joca começam a conferir a afinação. Joca se espanta, pois o piano estava bom e agora todas as notas estão desafinadas. Queirós se irrita, desiste da compra e vai embora. O que Joca não sabe é que, dentro do piano, os cupins desafinaram todas as cordas para atrapalhar o negócio. Neste instante, Vida e Vidinha ligam novamente e contam a Joca que encontraram a família chinesa e conseguiram devolver a máquina fotográfica. Portanto, ele não precisa mais vender o piano. |                     |                           |
| 5 | "A música techno"   | 22 de junho               |
| Joca transformou seu estúdio em uma balada e está bancando o DJ. Os cupins querem bolar um plano para acabar com a musica eletrônica. Cupim inventa que a solução é roer o fio de energia para cortar a luz do estúdio. Assim que Cupincha morde o cabo, a luz cai. Só que Cupincha toma um grande choque e começa a mudar de forma. No estúdio às escuras, chega Queirós, o eletricista veloz, que dá uma olhada no caso e vai embora por que tem medo de choque. De repente, uma estranha luz sai do piano, é Cupincha que está iluminado como uma lâmpada e ainda aumenta de tamanho. Cupim quer ajudar o amigo e coloca uma ponta de fio em Cupincha e a outra ponta no chão para descarregar o excesso de energia. Joca decide procurar a caixa de luz no escuro, mas tropeça no fio que Cupim esticou. Ele se abaixa e pega os fios desencapados. Toma um choque forte por que a luz que estava em Cupincha passa toda para ele. |                     |                           |
| 6 | "O piano"           | 25 de junho               |
| Joca está assistindo na WebTV um programa Aperto com o apresentador sem rosto. O programa oferece 10 mil reais pra quem passar um dia inteiro no lugar mais apertado da casa. Os pais de Joca, Vida e Vidinha, ligam da Áustria. Mais uma vez eles precisam de dinheiro para sair da Europa por que está fazendo muito frio e querem viajar para o Caribe, onde é mais quente. Joca resolve participar do programa para conseguir o dinheiro para os pais. E o lugar mais apertado da casa é, justamente, o piano. Com Joca lá dentro, os cupins saem para fora e ficam no estúdio. Com fome pedem comida delivery. Não é que gostem de pizza ou sushi, o que gostam é de devorar as embalagens de papelão. O resultado é uma lambança no estúdio e muitas contas de restaurantes a pagar. Joca, consegue vencer o desafio, mas quando sai do piano encontra a bagunça que os cupins deixaram e o pior, as contas a pagar que vão consumir o prêmio do programa. Ele fica furioso e começa tocar o piano com muita força para incomodar os cupins. Lá dentro, com as barrigas inchadas de tanta comilança, Cupim e Cupincha nem se movem pra reclamar. |                     |                           |
| 7 | "A dança"           | 26 de junho               |
| Joca está falando sobre dança, fica tão empolgado que começa a dançar o Lago dos Cisnes, um dos balés mais conhecidos de todos os tempos, com música de Tchaikovsky. Os cupins resolvem entrar na dança para dar um jeito de acabar com a música. Cupim e Cupincha se vestem de bailarinas e enganam o Joca. No gran finale jogam sobre ele todos os objetos que encontram até que, no acorde final, enterram um violão na cabeça dele. Na volta, Joca retoma sua conversa sobre a dança mas está com dificuldades por conta do violão cravado sobre sua cabeça. |                     |                           |
| 8 | "As sete notas"     | 27 de junho               |
| Cupincha aparece dentro do piano com o almoço, dois sarrafos de madeira suculentos, um para ele e outro para seu amigo Cupim. Joca e Clarinha estão conversando no estúdio sobre as 7 notas musicais e Queirós, o zelador veloz, está consertando o forro do estúdio, que está caindo pois foi todo ruído por cupins. De repente, um pedaço do forro cai sobre a cabeça de Joca e ele desmaia. Quando acorda não se lembra de nada, está com amnésia. Clarinha tenta recuperá-lo, mas em vão. Um outro pedaço de forro cai sobre a cabeça de Joca e ele acaba recuperando a memória. Agora eles cantam a canção 7 Notas para desespero dos cupins que detestam música. |                     |                           |
| 9 | "O ar"              | 28 de junho               |
| Joca quer falar sobre instrumentos de sopro, mas está muito resfriado. Cupim e Cupincha estão irritados por que Joca não para de soprar a Tuba. Então dão um jeito de colocar lascas de madeira dentro da tuba impedindo a passagem do ar. Joca tenta tocar mas não consegue. Quando ele se vira pra olhar o que está havendo, os cupins dão uma martelada na outra extremidade. Desesperado, com a tuba enfiada na cabeça, Joca pede ajuda à Clarinha pela internet. Ela chama Queirós, o ferreiro veloz. O homem sem rosto esfrega uma pena no nariz de Joca até ele espirrar forte e lançar a tuba pra fora. Quando os cupins acham que estão em total em silêncio, Joca começa a assoar o nariz e o piano balança novamente com fungadas. |                     |                           |
| 10 | "A voz"             | 29 de junho               |
| Joca está dormindo e roncando muito alto. Os cupins não aguentam tanto barulho. Resolvem esfriar ao máximo o ar condicionado do estúdio para provocar uma gripe e Joca ficar sem voz. Clarinha chama o amigo pela internet. Joca nao consegue dizer uma única palavra, pois está mesmo sem voz. Clarinha quer ajudar e manda Queirós, o doutor veloz, visitá-lo. Mas, o caso de Joca é tão complicado que o medico desiste. Clarinha insiste que Joca tente cantar, quem sabe a voz volte? Joca vai ao piano e tenta soltar a voz numa canção. E aos poucos vai se recuperando. Cupim e Cupincha vão ter que bolar um outro plano para se livrar do Joca e da música. |                     |                           |
| 11 | "O sumiço dos dós"  | 2 de julho                |
| É aniversário da Clarinha e Joca quer fazer uma festa surpresa pra ela. Cupim e Cupincha, bolam um plano para não ter música na festa: comer somente os martelinhos das notas Dó. Na hora do parabéns, quando Joça vai cantar o É Pique, ele percebe que os Dós sumiram. Ele então dá um jeito de tirar os cupins do piano, prende os insetos no lugar dos martelinhos das teclas Dó e, finalmente, consegue cantar o É Pique para Clarinha. Presos aos martelos, são os cupins que batem nas cordas. |                     |                           |
| 12 | "A sonoplastia"     | 3 de julho                |
| Para tirar os cupins do piano Joca resolve escrever uma rádio-novela dramática, fazendo os ruídos e a música que acompanha a leitura do roteiro. Cupim e Cupincha, ficam aborrecidos com a barulhada. Clarinha chama Joca pelo computador e ele conta seu plano de usar a leitura, os ruídos e as músicas para tirar definitivamente os cupins de dentro do piano. Só que ele não contava que Cupim também tinha um plano. Ele escreve um novo enredo e Cupincha troca os papéis. Joca não percebe que o texto foi trocado. A rádio-novela fica cada vez mais triste e Joca cai no choro. Emocionado, desiste de usar a história para tirar se livrar dos cupins e coloca a cabeça dentro do piano para pedir paz. Mas, quando menos espera, os cupins jogam uma melequinha na cara dele. Joca fica com raiva e constrói sobre o piano uma escultura de instrumentos sonoros ligada a um fio elétrico. E avisa: "- Agora vocês vão ouvir o som mais alto do planeta." Mas quando liga as tomadas da escultura algo dá errado e ele toma um tremendo choque até cair. Os cupins caem na gargalhada. Mesmo caído, Joca liga a tomada novamente e o som explode derrubando os cupins no chão. |                     |                           |
| 13 | "O antifã"          | 4 de julho                |
| Clarinha chama Joca pela internet para lhe contar que se tornou fã do clipe musical dele no Sopatubee; mas avisou que era a única fã e que o clipe está cheio de anti-fãs. Joca vai verificar a página e descobre que os detonaram com a sua música. Inesperadamente, surge o homem sem rosto, Queirós, o empresário veloz. Ele oferece dinheiro para Joca compor músicas ruins por que, afinal, ele conseguiu 400 mil anti-fãs, ou seja, é a maior audiência negativa da internet. Como precisa da grana, Joca tenta compor uma nova música ruim, mas não consegue. Cupim e Cupincha, resolvem gravar um vídeo clipe com essa música. Cupincha é o cantor e Cupim o diretor, e a música chama-se Porcaria. Quando Queirós volta ele quer saber quem são aqueles insetos que fizeram uma música que está “bombando” no Sopatubee. Joca abre o piano para Queirós mas os cupins mandam uma meleca bem na cara do empresário. |                     |                           |

### 2.ª temporada (2017)
| # (temporada) | # (geral) | Título                     | Data de exibição original |
| --- | --------- | -------------------------- | ------------------------- |
| 1 | 14        | "O sugador de música"      | 1 de julho                |
| Exatix é um ET do planeta Exatix e ele precisa sugar música, caso contrário seu lar será destruído. Os cupins então decidem ajudá-lo. |           |                            |                           |
| 2 | 15        | "Construindo instrumentos" | 8 de julho                |
| Joca ensina a construir instrumentos musicais com itens que são encontrados em casa. Entretanto, os cupins não vão deixar barato e decidem atrapalhar a aula de Joca. |           |                            |                           |
| 3 | 16        | "Canto coral"              | 15 de julho               |
| Joca precisa se preparar para um concurso de Canto Coral e ele contará com a ajuda dos bustos cantores. Porém, os cupins estão decididos a atrapalhar isso. |           |                            |                           |
| 4 | 17        | "A enciclopédia"           | 22 de julho               |
| Cupim está enjoado de comer madeira e decide aproveitar enquanto Joca não está para procurar algo no estúdio. Ele acaba encontrando uma coleção de enciclopédias e exagera na dose. |           |                            |                           |
| 5 | 18        | "Duelo musical"            | 29 de julho               |
| Joca recebe um novo inquilino em sua casa - Bartô, um antigo colega do conservatório musical. Os seus problemas começam, já que esse novo "amigo" é muito folgado. |           |                            |                           |
| 6 | 19        | "Vamos formar uma banda"   | 5 de agosto               |
| Bartô encontra um rato no estúdio e faz um trato com ele: se encontrar os cupins ele o libertará e poderá também lanchar os cupins. O rato encontra os cupins, mas Bartô não cumpre o prometido e obriga ambos a montar uma banda com ele. Joca fica furioso e espalha ratoeiras pela casa, enquanto os cupins tentam ajudar o rato a fugir. |           |                            |                           |
| 7 | 20        | "O salto do palhaço"       | 12 de agosto              |
| Joca precisa fazer a sonorização de um vídeo do palhaço Carequinha e conta com a ajuda de Bartô. Enquanto isso, os cupins procuram uma buzina grande o suficiente para assustar Joca. |           |                            |                           |
| 8 | 21        | "O acordeon"               | 19 de agosto              |
| Joca leva um acordeon para o estúdio e junto com Bartô começa a dar aulas online de como tocar o instrumento. Os cupins inventam uma poção para deixar Joca bravo. |           |                            |                           |
| 9 | 22        | "O jogo dos nomes"         | 26 de agosto              |
| Os cupins encontram um dicionário etimológico de nomes. Enquanto isso, Joca cria uma música nova chamada "O Jogo dos Nomes" do qual faz muito sucesso entre seus fãs. Clarinha então dá a ideia de fazer um videoclipe da música com seus fãs cantando, o problema é que foram enviados 3000 videos para Joca analisar.                      |           |                            |                           |
| 10 | 23        | "Viagem no tempo"          | 2 de setembro             |
| Cupim constrói uma máquina do tempo e sem querer manda Cupincha para outras épocas, fazendo seu amigo viajar através da história da música. |           |                            |                           |
| 11 | 24        | "Show de talentos"         | 9 de setembro             |
| Joca, Clarinha e Bartô organizam um Show de Talentos entre seus amigos. O que ninguém esperava é que Cupim e Cupincha fossem participar também. |           |                            |                           |
| 12 | 25        | "O espantalho"             | 16 de setembro            |
| Joca monta um espantalho para assustar os cupins, mas seus planos falham quando todos viram "amigos" do espantalho e desabafar seus problemas. Cupim decide por um fim nessa maluquice, mas acaba se dando mal. |           |                            |                           |
| 13 | 26        | "A metamorfose"            | 23 de setembro            |
| Joca tem um pesadelo que havia acordado e se tornado uma barata. |           |                            |                           |